# História Secreta
História Secreta é uma série de documentários produzido pela Eyeworks e exibido pelo canal History na América Latina. Esta é a primeira produção original de uma versão hispano-americana deste canal de televisão que têm obtido bastante êxito. Até o momento, 33 episódios foram exibidos e a estreia ocorreu em 2006.
O programa baseia a sua ideia de que cada cidade tem histórias escondidas ou contos, pequenos eventos conhecidos ou fatos desconhecidos para o público em geral, se os fatos conhecidos por trás de grandes eventos, ou histórias talvez escondidos sobre os personagens principais história da cidade. Cada mês, o programa revela o público em geral essas histórias, geralmente acompanhadas de entrevistas com historiadores, escritores e outros especialistas na arte que relatam e comentam.
Cada episódio é conduzido por uma figura oriunda da cidade ou país que se destaca em algumas áreas, geralmente jornalistas, atores, escritores ou repórteres. Algumas dessas pessoas também levaram outros episódios da série, já que várias das cidades estão no mesmo país, principalmente no México, Brasil, Argentina e Venezuela.

## Lista de episódios
Até agora, 33 episódios foram emitidas pelo sinal. Estes têm sido (por ordem cronológica):
- 2006

1. Buenos Aires (conduzido por Daniel Malnatti)
2. Cidade de México (conduzido por Bruno Bichir)
3. Bogotá (conduzido por Pirry)
4. Caracas (conduzido por Nelson Bustamante Oropeza)
5. Santiago de Chile (conduzido por Rafael Cavada)

- 2007

1. Ciudad de Panamá (conduzido por Caroline Schmidt)
2. Monterrey (conduzido por Bruno Bichir)
3. Rosario (conduzido por María Julia Oliván)
4. Medellín (conduzido por Félix de Bedout)
5. Puebla (conduzido por Julio Bracho)
6. Guadalajara (conduzido por Julio Bracho)
7. Madrid (conduzido por Juan Ramón Bonet)
8. Maracaibo (conduzido por Nelson Bustamante Oropeza)
9. Ciudad de México II (conduzido por Bruno Bichir)

- 2008

1. La Habana (conduzido por Ariana Álvarez Amador)
2. Veracruz (conduzido por Plutarco Haza)
3. Córdoba (conduzido por Juan Di Natale)
4. Oaxaca de Juárez (conduzido por Cecilia Suárez)
5. Rio de Janeiro (conduzido por Marcelo Tas)
6. Riviera Maya (conduzido por Diego Shoening)
7. Mérida (conduzido por Plutarco Haza)

- 2009

1. Campeche (conduzido por Humberto Busto)
2. San José (conduzido por Marianela Cordero)
3. São Paulo (conduzido por Soninha Francine)
4. Montevideo (conduzido por Guillermo Lockhart)
5. Ilha de Margarita (conduzido por Nelson Bustamante Oropeza)
6. Lima (conduzido por Giovanni Ciccia)
7. Victoria de Durango (conduzido por Plutarco Haza)
8. Salvador (conduzido por Pitty)
9. Quito (conduzido por Paola Vintimilla)
10. Porto Rico (conduzido por Johnattan Dwayne)
11. Mazatlán (conduzido por Bruno Bichir)
12. Ouro Preto (conduzido por Ronaldo Fraga)